# Метод
Метод је у теорији сазнања и науци, систематски, објективан начин доласка до недвосмисленог одговора на постављене хипотезе. Постоји више врста подела метода од којих су најпознатије методе у природним и друштвеним наукама.